# Pehr Amund Brandkula
Pehr Amund Brandkula, född 13 september 1769 på Södra Lund i Flistads socken, död 12 mars 1821 i Björkebergs socken, var en svensk präst. Han var far till Carolina von Platen.

## Biografi
Pehr Amund Brandkula var son till löjtnanten Henric Christian Brandkula och Helena Broms. Han studerade i Linköping och blev 1789 student vid Uppsala universitet, där han blev magister 13 juni 1797 och prästvigdes 30 april 1800. Brandkula blev 6 maj 1801 subkantor vid Trivialskolan i Linköping och 22 november 1809 domkyrkokomminister i Linköpings församling med tillträde 1810. Brandkula blev 22 juni 1811 vice pastor och tog pastoralexamen 24 september 1817. Han blev 10 mars 1819 kyrkoherde i Björkebergs församling med tillträde samma år. Han avled där 1821.

### Familj
Brandkula gift sig 20 oktober 1808 med Maria Gustava Segerstedt (1782–1821), som var dotter till kyrkoherden Nils Segerstedt och Gustava Hedman i Vists socken. De fick tillsammans barnen Helena Gustava (1809–1853), Christina Elisabeth (född 1811), Sophia Albertina (född 1813), Henrica Carolina (1816–1871), Nils Amund (1818–1831) och Pehr Henric (1821–1824).